# Johann Michael Speicher

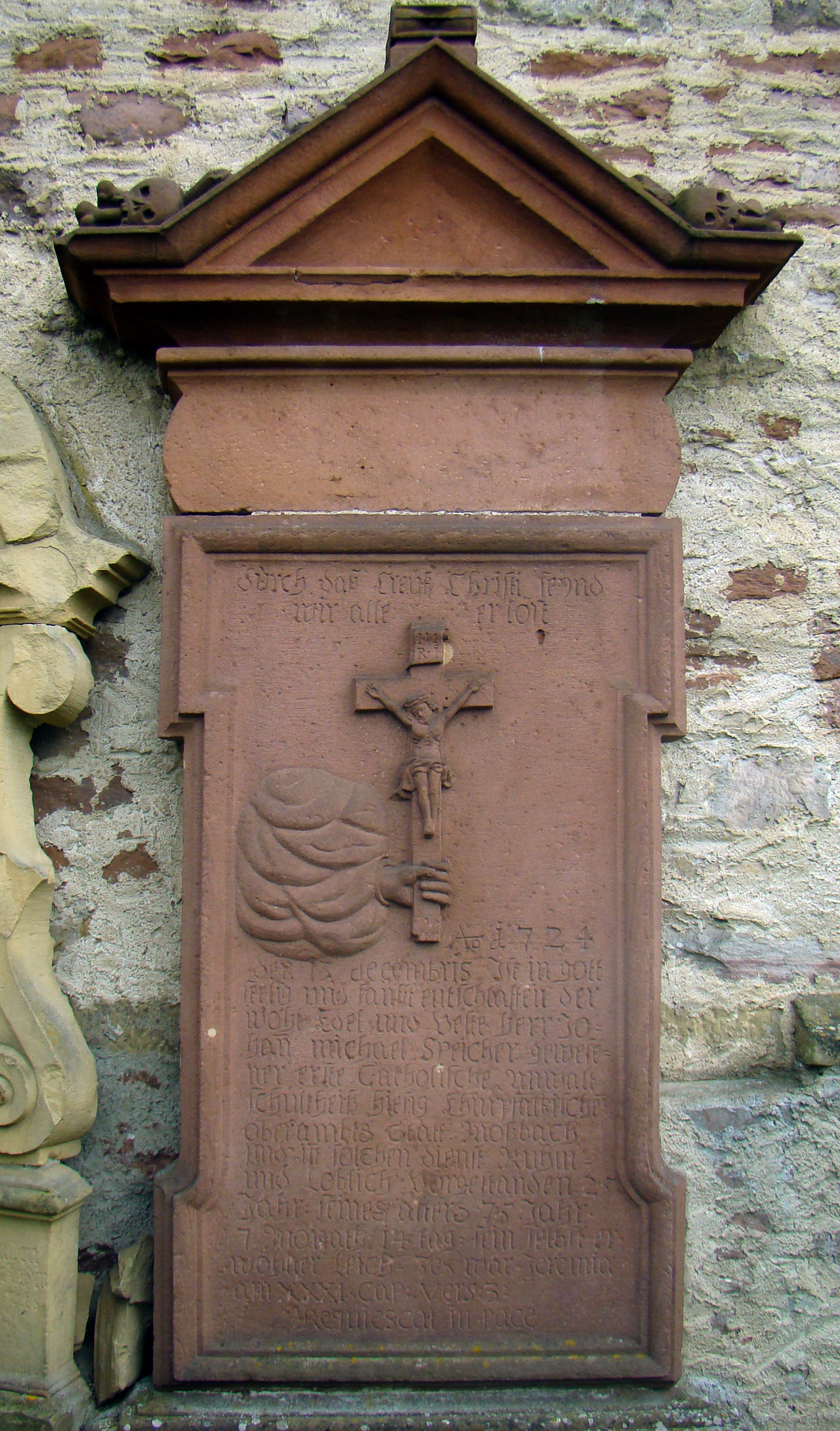
Grabmal von Johann Michael Speicher in Mosbach

Johann Michael Speicher (* 28. April 1649 in Heitersheim; † 13. Dezember 1724 in Mosbach) war ab 1699 Amtsschultheiß in der kurpfälzischen Stadt Mosbach (heute im Neckar-Odenwald-Kreis im nördlichen Baden-Württemberg). Er war der erste Katholik im Stadtrat seit der Reformation der Stadt. Auf seine Bestrebungen gehen die Ansiedlung des Mosbacher Franziskanerklosters in der Stadt 1686 sowie der Aufschwung der katholischen Gemeinde um 1700 zurück.

## Leben
Seine Bildung erhielt er vermutlich von den Heitersheimer Minoriten und erlernte daraufhin den Beruf des Strumpf- und Teppichstrickers. Auf Wanderschaft kam er 1668 nach Mosbach, wo er 1672 seine Aufnahme in den Bürgerstand beantragte. Im selben Jahr heiratete er die Witwe des jung verstorbenen Hosenstrickmeisters Häfele, die zwei kleine Kinder hatte. Am 8. Januar 1673 leistete er den Bürgereid in Mosbach. 
Speicher stieg im Lauf der Zeit in die Mosbacher Oberschicht auf. Als wohlhabender Katholik setzte er sich insbesondere für seine Glaubensgenossen ein und erwarb 1685 Gelände außerhalb der Stadt für einen katholischen Friedhof und eine katholische Kirche. 1686 konnte Speicher den Tauberbischofsheimer Franziskaner-Guardian von der Gründung eines Franziskanerklosters in Mosbach überzeugen. Speicher übertrug den Franziskanern das Gelände und setzte sich dafür ein, dass diese die Pfarrseelsorge in Mosbach übernehmen konnten, was dann jedoch nur bis 1688 möglich war, während das eigentliche Kloster längeren Bestand hatte. Gleichzeitig betrieb er die Gründung einer katholischen Schule. Als erster Katholik seit der Reformation wurde er 1690 in den Stadtrat berufen, 1692 zum Rat auf Lebenszeit ernannt und 1699 als Amtsschultheiß vereidigt. 
Nach dem Tod seiner ersten Frau heiratete er 1694 ein weiteres Mal, der zweiten Ehe entstammten zwei Söhne und zwei Töchter. Enge familiäre Verbindungen über gegenseitige Patenschaften bestanden außerdem zu Johann Philipp Sohler (1660–1732), dem Müller der Unteren Bachmühle, der den Mosbacher Franziskanern in der Zeit vor Fertigstellung der Klostergebäude Unterkunft bot.
Nach der Aufhebung des Simultaneums in der Kurpfalz 1705 setzte sich Speicher dafür ein, dass die Stiftskirche St. Juliana zwischen den Konfessionen aufgeteilt wurde. Ursprünglich sollte sie der evangelischen Gemeinde ganz zugesprochen werden, da für die Katholiken ja auch die Franziskanerkirche bliebe.
Nach kurzer Krankheit starb Speicher am 13. Dezember 1724 und wurde zwei Tage später in Mosbach beigesetzt. Sein Grabmal hat sich auf dem Mosbacher Friedhof an der Außenwand der Gutleutkapelle erhalten.